# Khorata schwendingeri
Khorata schwendingeri là một loài nhện trong họ Pholcidae. Loài này được phát hiện ở Lào và Thái Lan.